# 貫徹力
貫徹力（かんてつりょく）は、貫通力(かんつうりょく)とも言い、戦車、艦船などの対象物に当たった砲弾などが、装甲の背後まで貫徹できる力のことである。
砲弾の貫徹性能を表すのに用い、最大何ミリメートル、または何センチまでの均質圧延鋼装甲（RHA）を貫徹できるかを「貫徹力○○mm相当（RHA換算）」などと表現する。
また貫徹力は対象物が同じ物体かつ、当たる方の砲弾も同じ物質であっても角度や速度などで貫通するか否かは変わる。例えば斜めから当たった場合、貫通しずらくなる。これは運動エネルギーが分散されるからである。
この特徴は戦車などでも軍事利用されており、一例として戦車などの装甲を斜めにするということが第一次世界大戦後の戦間期ごろから使われている。